# Maturnaria maculata
Maturnaria maculata är en insektsart som beskrevs av William D. Funkhouser. Maturnaria maculata ingår i släktet Maturnaria och familjen hornstritar. Inga underarter finns listade i Catalogue of Life.